# 間宮芳生
間宮 芳生（まみや みちお、1929年6月29日 - 2024年12月11日）は、日本の作曲家。

## 人物・来歴
北海道旭川市生まれ、青森県青森市育ち。東京音楽学校（現：東京芸術大学）作曲科にて池内友次郎に師事するが、同校入学までは作曲もピアノも独学であった。
1953年、外山雄三、林光と共に『山羊の会』を結成する。
1970年代、谷川雁が創設したラボ教育センターの物語テープに音楽を提供。1981年「十代の会」の発起人の一人として同会創立に参加。
2024年12月11日、肺炎のため死去。95歳没。

## 受賞歴
- 1950年、「チェロ・ソナタ」で第19回日本音楽コンクール作曲部門第3位。
- 1957年、「八面の箏と室内管弦楽のための協奏曲」で芸術祭奨励賞受賞。
- 1958年、「合唱のためのコンポジション」で毎日音楽賞受賞。
- 1959年、「ヴァイオリン協奏曲」で毎日芸術賞受賞。
- 1966年、「オーケストラのための2つのタブロー'65」で第14回尾高賞受賞。
- 1971年、「ピアノ協奏曲第2番」で第19回尾高賞受賞。
- 1978年、「管弦楽のための協奏曲」で第33回芸術祭優秀賞受賞。
- 1992年、紫綬褒章受章。
- 1999年、勲四等旭日小綬章受章[5]。

## 主要な作品
（）内の人物は台本作者、作詩者、または献呈者。

### 管弦楽
- 交響曲
- オーケストラのための2つのタブロー'65
- オーケストラのためのタブロー'85
- オーケストラのためのタブロー2005（オーケストラ・アンサンブル金沢委嘱）
- オーケストラのための協奏曲
- オーケストラのための「セレナード」

### 吹奏楽
- 行進曲「岩木」
- 吹奏楽のための序曲（1986年全日本吹奏楽コンクール課題曲）
- マーチ「カタロニアの栄光」（1990年全日本吹奏楽コンクール課題曲）
- ベリーを摘んだらダンスにしよう（1994年全日本吹奏楽コンクール課題曲）

### 協奏曲
- ピアノ協奏曲第1番 - 第4番
- ヴァイオリン協奏曲第1番 - 第2番
- チェロ協奏曲

### 室内楽・器楽
- ヴァイオリンとピアノのためのソナタ
- ピアノ・ソナタ第1番 - 第3番
- 弦楽四重奏曲第1番 - 第3番
- 無伴奏チェロ・ソナタ
- 無伴奏ヴァイオリン・ソナタ
- 尺八のためのプレリュード第1番 - 第2番
- チェロとピアノのための五つのフィンランド民謡
- 尺八とチェロのためのKIO（キオ）
- 12のエチュード ピアノのために
- エチュード ショパン詣
- 風のしるし・オッフェルトリウム ピアノ（左手）のために（館野泉に献呈）

### 声楽
- 日本民謡集1-7集
- セレナード1-3番
- 昔噺おいぼれ神様（大岡信）
- 歌曲集「郵便切手」（ヨアヒム・リンゲルナッツ 詩、板倉鞆音 訳）

### 合唱
- 合唱のためのコンポジション第1番 - 第17番
- 児童合唱（女声合唱）のための「五つのわらべうた」
- 日本民謡による四つの女声合唱曲
- 北国の二つの歌（1959年）
- 児童合唱のための「Até netsik」（1978／C・W・ニコル）
- 児童合唱曲「三色草子」（1980年）
- 合唱のための「12のインヴェンション」
- 混声合唱のための「五つのピエタ」（1970／大久保景造）
- 児童（女声）合唱曲「Motet Vernale」（1988／草野心平）
- 空の向こうがわ（1991年／友竹辰）
- 児童合唱と打楽器のための「木々のうた -- Song of Trees」（1995年／木島始、サムリ・パウラハリウ） - オッリ・コルテカンガスとの共作
- 男声合唱のための「おまえの声は花粉になる」（金関寿夫 訳詩、間宮芳生 編詩）
- Etudes for Chorus（1983年 - 1999年）
- 児童（女声）合唱のための組曲「うたのわたりどりたち」（2006年）

### オペラ
- 昔噺人買太郎兵衛（若林一郎 台本）
- ニホンザル・スキトオリメ（木島始 台本）
- 鳴神（間宮芳生 台本）
- 夜長姫と耳男（友竹正則 台本）

### 映画、テレビ音楽
- 下町（1963年 / NHK テレビ指定席）
- 橋のない川
- 美しき国土　その生い立ち
- これがベトナム戦争だ!
- 公式長編記録映画 日本万国博
- セロ弾きのゴーシュ
- NHK大河ドラマ 竜馬がゆく
- 太陽の王子 ホルスの大冒険
- 火垂るの墓

## 著書
- 『野のうた氷の音楽』（青土社）1980
- 『現代音楽の冒険』（岩波新書）1990

共著
- 『木々のうた――唱うエコロジーの試み』（オッリ・コルテカンガスとの共著　農山漁村文化協会）1997

### 訳書
- バルトーク・ベーラ『ハンガリー民謡』（伊東信宏と歌詩対訳 全音楽譜出版社 1995年）